# Hermann Scheler (Philosoph)

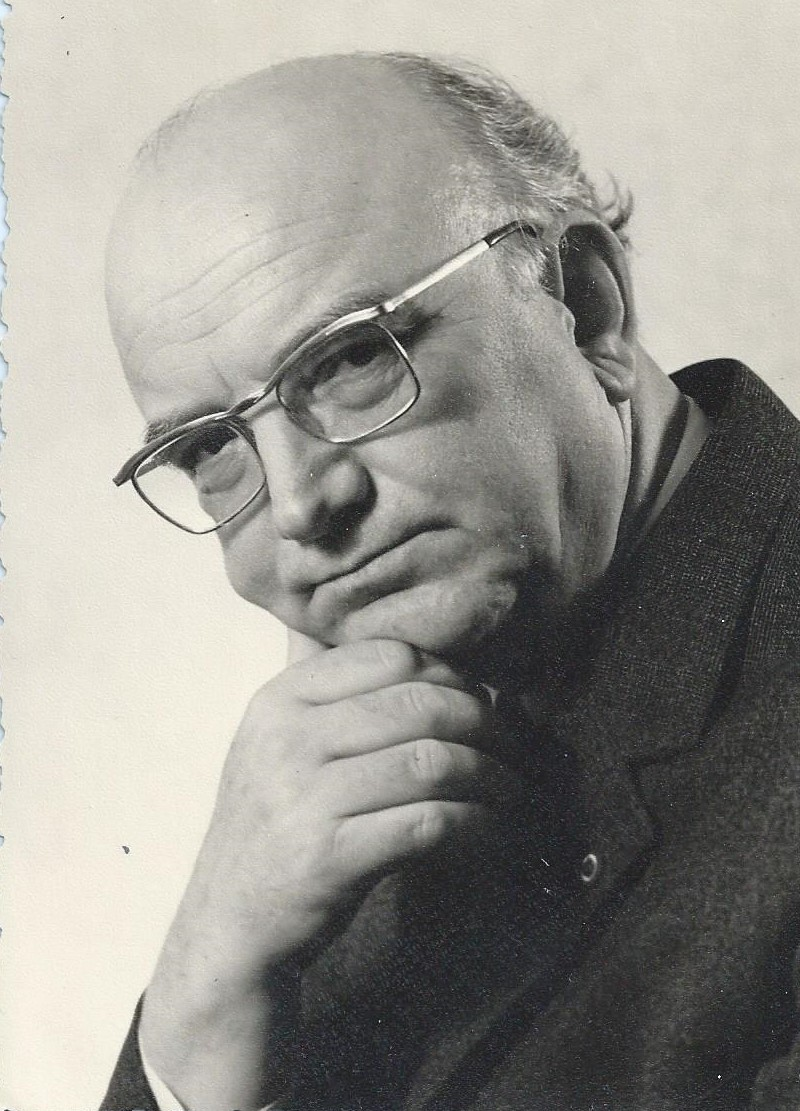
Hermann Scheler (1965)

Hermann Scheler (* 23. November 1911 in Ernstthal; † 25. Januar 1972 in Berlin) war ein deutscher Widerstandskämpfer (1933–1945) und marxistisch-leninistischer Philosoph.
Er wirkte in der Deutschen Demokratischen Republik als Hochschullehrer und war Ordentlicher Professor für dialektischen und historischen Materialismus an der Humboldt-Universität zu Berlin (1958–1962).

## Leben

### Herkunft und Ausbildung
Hermann Scheler wurde am 23. November 1911 in der Obermühle von Ernstthal bei Lauscha in der Fabrikarbeiterfamilie Johanna und Titus Scheler als das jüngste von fünf Geschwistern geboren.
Hermann absolvierte die Volksschule (1918–1922) und beendete die Realschule in Lauscha 1928 mit der Mittleren Reife als Primus der Untersekunda „mit Auszeichnung“. Danach begann er eine Lehre als Angestellter der Allgemeinen Ortskrankenkasse, nach deren Abschluss er bis März 1931 dort als Gehilfe arbeitete. Er wurde arbeitslos und besuchte bis August 1931 die Heimvolkshochschule der Thüringer SPD in Tinz (Gera).

### Politisches Wirken
Mit Eintritt in die Lehre organisierte Hermann sich im Arbeitersport, Volkschor und ab 1928 in der Sozialistischen Arbeiter-Jugend (SAJ).
1929 trat er in die Sozialdemokratische Partei Deutschlands (SPD) ein. 1931 erfolgte der Übertritt als Mitglied  in die neu gegründete Sozialistische Arbeiterpartei Deutschlands (SAPD). Er wurde 2. Vorsitzender der SAPD Thüringen, in der er bald zum linken Flügel gehörte und schließlich Ende Mai 1932 aus der SAPD ausgeschlossen wurde. Im Juni 1932 schloss Scheler sich der Kommunistischen Partei (Opposition) an und arbeitete als Politischer Sekretär der KPD-O Thüringens.
Im Jahre 1932 wurde er Redakteur einer sozialistischen Zeitung.
Nach der Machtübertragung an die NSDAP tauchte Hermann Scheler unter in die Illegalität und setzte seinen Widerstand gegen den Nationalsozialismus fort.
Von Mai bis Dezember 1933 leitete Hermann Scheler (Titus) gemeinsam mit Friedrich Gießner für kurze Zeit den Unterbezirk der „Kommunistischen Partei (Opposition)“ (KPD-O) in Thüringen. Trotz mehrmaliger Festnahmen im September und Oktober 1933 setzte Scheler die illegale Tätigkeit fort.
Weil ein Bezirksbericht in die Hände der Gestapo gelangt war, wurde Gießner verhaftet. Scheler verließ Ende des Jahres 1933 Gera, den damaligen illegalen Sitz der Leitung, um der drohenden Verhaftung zu entgehen; er wurde von den Genossen nach Asch geschickt.
Im März 1934 erfolgt seine Teilnahme an der Reichskonferenz der KPD-O in Straßburg. Von dieser wurde er mit der Funktion des Politischen Leiters der KPD-O Baden-Württemberg betraut und gelangte nach Stuttgart.
Am 14. Dezember 1934 wurde Scheler in Stuttgart verhaftet. In der Haft erfuhr er von der Geburt seines Sohnes, aber ihm wurde verwehrt, dem Sohn Wolfgang seinen Familiennamen zu geben. Im November 1935 wurde Hermann Scheler wegen „Vorbereitung zum Hochverrat“ vom 1. Strafsenat des Oberlandesgerichts in Jena zu 14 Jahren Zuchthausstrafe, 15 Jahren Ehrverlust und Zulässigkeit der Polizeiaufsicht verurteilt. Nach den Haftstationen Halle/S. (1935), Amberg (1936–1942), Kaisheim bei Donauwörth (1942–1943), kam Hermann in das Konzentrationslager Mauthausen, Außenlager Ebensee, wo er bis 6. Mai 1945 verblieb.
Am 24. Mai 1945, mit der Rückkehr nach Lauscha, wurde er auf Vorschlag des Antifaschistischen Ausschusses der Stadt von den sowjetischen Besatzungstruppen als  Bürgermeister in Lauscha eingesetzt. Er trat der Kommunistischen Partei Deutschlands (KPD) bei und war seit der Vereinigung von KPD und SPD Mitglied der Sozialistischen Einheitspartei Deutschlands (SED).
Ab Februar 1946 war Scheler als Parteifunktionär, Lehrer an der Bezirksparteischule der KPD Thüringen in Bad Berka, später als Leiter der Landesparteischule der SED Thüringen tätig.
Von dort kam er im Januar 1948 zum Parteivorstand nach Berlin und wurde Hauptreferent der Abteilung Parteischulung beim Parteivorstand der SED für die Betreuung der Parteischulen. Scheler wurde im Mai 1949 Persönlicher Mitarbeiter von Fred Oelßner, Sekretär des Sekretariats des Politbüros und arbeitete, stellvertretend für Oelßner, zeitweise als Chefredakteur des Theorie-Organs „Einheit“.
Ende Juli 1950 wurde sein Ausscheiden aus dem Apparat des Parteivorstandes wegen früherer Mitgliedschaft in der KPD-O mit der Maßgabe veranlasst, eine Aspirantur und Qualifizierung zum Hochschullehrer aufzunehmen.

### Wissenschaftlicher Werdegang
Ab 1. August 1950 war Hermann Scheler in einer zweijährigen Aspirantur 
an der Humboldt-Universität zu Berlin (HUB, Institut für Philosophie), die mit seiner ministeriellen Zulassung als Hochschullehrer zur Ausbildung von Nachwuchswissenschaftlern verbunden war.
Im August 1952 beauftragte ihn das Staatssekretariat für das Hochschulwesen mit der Wahrnehmung einer Dozentur für Dialektischen und Historischen Materialismus an der Philosophischen Fakultät der HUB.
Daran schloss sich im Juni 1955 seine Promotion über Probleme der marxistisch-leninistischen Theorie von Krieg und Frieden an sowie ab Oktober eine Professur mit vollem Lehrauftrag.
Ab 1957 wurde Scheler als Mitglied im Redaktionskollegium der Deutschen Zeitschrift für Philosophie tätig.
Am 1. Februar 1958 wurde Scheler in eine Professur für Dialektischen und Historischen Materialismus berufen und ab Oktober zum Direktor des Philosophischen Instituts der HUB (1959–1962) ernannt.
Im selben Jahr wird er Vizepräsident der neu gegründeten „Vereinigung der Philosophischen Institutionen der Deutschen Demokratischen Republik“ mit Klaus Zweiling an der Spitze. Im Jahre 1959 nahm Scheler am IV. Weltkongress für Soziologie in Stresa/Italien teil und leitete damit einen Schritt ein zur Anerkennung der Soziologie als wissenschaftliches Fachgebiet in der DDR.

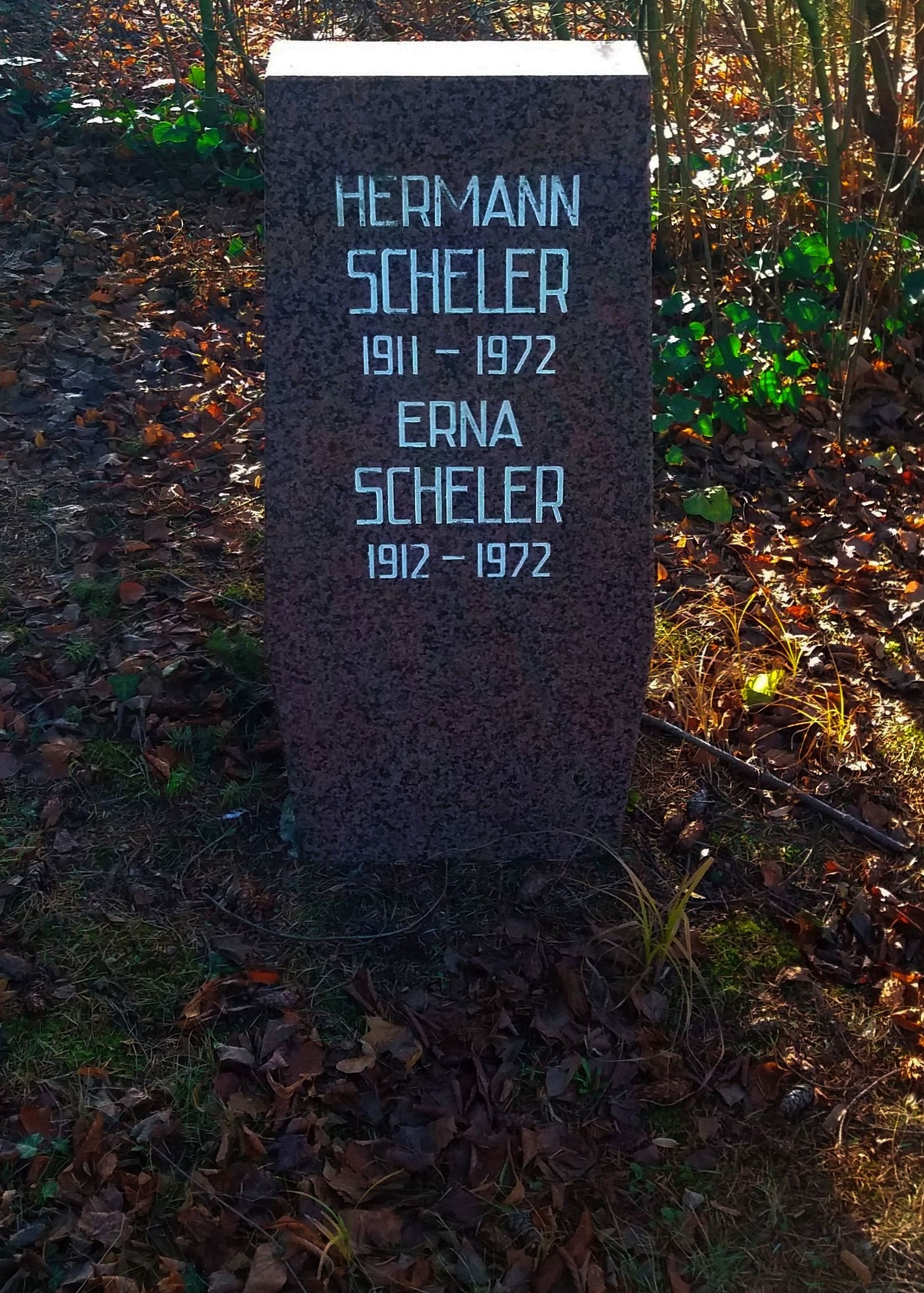
Grabstätte

Zum Jahresbeginn 1960 wurde er in eine Professur mit Lehrstuhl für Dialektischen und Historischen Materialismus an der Philosophischen Fakultät der HUB berufen.
Scheler war ab Juli 1960 daneben in der Arbeitsgruppe Philosophie an der Deutschen Akademie der Wissenschaften zu Berlin tätig, bevor er hauptamtlich 
von 1962 bis 1965 als Abteilungsleiter im Institut für Philosophie an der Deutschen Akademie der Wissenschaften tätig wurde.
Unter dem Vorsitz von Hermann Scheler konstituierte sich nach 1961 eine „Sektion Soziologie in der Vereinigung der philosophischen Institutionen der DDR“.
Von 1965 bis 1968 erhielt Hermann Scheler eine Professur für „Philosophische Probleme der Gesellschaftswissenschaften“ am Institut für Philosophie der Humboldt-Universität zu Berlin. Im Februar 1968 erfolgte seine Emeritierung und Invalidisierung.
Hermann Scheler starb am 25. Januar 1972 in Berlin und wurde in der Ehren-Gräberanlage Pergolenweg des Zentralfriedhofs Friedrichsfelde beigesetzt.

## Würdigungen
- 1959, 1971 Vaterländischer Verdienstorden der DDR in Silber.[3][5]
- 1960 Verdienstmedaille der DDR.
- 1958 Medaille Kämpfer gegen den Faschismus.

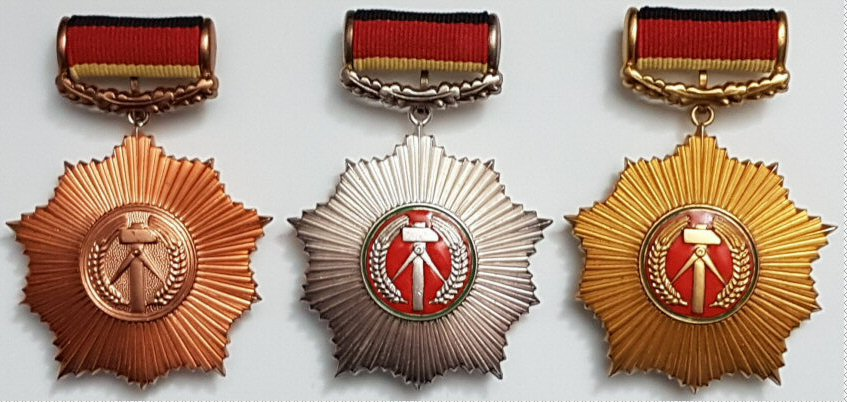
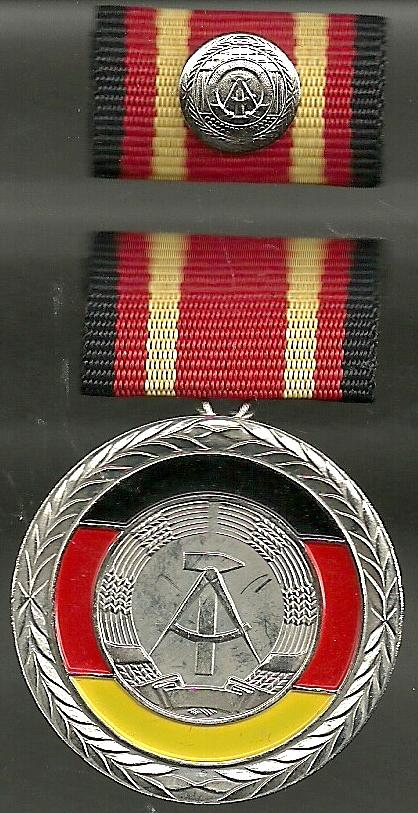
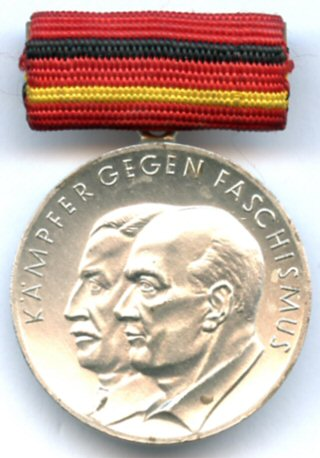

- 1971 Festschrift der Humboldt-Universität zu Berlin, Prof. Dr. phil. habil. Hermann Scheler zum 60. Geburtstag gewidmet.
- 1974 Hermann-Scheler-Preis gestiftet von der Sektion marxistisch-leninistische Philosophie der Humboldt-Universität zu Berlin.[15]

## Schriften (Auswahl)
Verzeichnis der Schriften (Auswahl) ist quellengestützt und geordnet nach Editionszeit.
- Einführung in den historischen Materialismus. Vorlesungen. VEB Deutscher Verlag der Wissenschaften, Berlin 1975.
- Aufsätze zum historischen Materialismus. VEB Deutscher Verlag der Wissenschaften, Berlin 1973.
- Die Dialektik von gesellschaftlichem Gesamtwillen und Einzelwillen der sozialistischen Persönlichkeit. In: Deutsche Zeitschrift für Philosophie (DZfPh), Heft 10, Berlin 1968.
- Probleme und Aufgaben der philosophischen Forschung auf dem Gebiet der modernen Imperialismustheorie. In: DZfPh Heft 2/1968.
- (Hrsg.): Historischer Materialismus und Sozialforschung. VEB Deutscher Verlag der Wissenschaften, Berlin 1966, Tokyo 1968.
- Zu einem Problem der philosophischen Imperialismus-Analyse. In: DZfPh Heft 6/1966.
- Philosophische Probleme der Gesellschaftswissenschaften. In: DZfPh Heft 3/1965.
- Über das Verhältnis von soziologischer Theorie und konkreter Tatsachenforschung. In: Fragen der marxistischen Soziologie. In: Wissenschaftliche Zeitschrift der Humboldt-Universität zu Berlin 1964, Sonderband.
- Über das Verhältnis von Spontaneität und Bewusstheit. Hochschule für Ökonomie, Berlin-Karlshorst 1962 und 1964.
- (Hrsg.) mit Anderen: Die Wissenschaft im Würgegriff des westdeutschen Militarismus. Akademie-Verlag, Berlin 1963.
- Über den historischen Materialismus als soziologische Theorie. In: DZfPh Heft 7/1962.
- Das Problem der nationalen Souveränität in der modernen imperialistischen Kriegsideologie. In: DZfPh Heft 11/1961.
- Karl Jaspers – Bonns Staatsphilosoph gegen Volksfreiheit und nationale Wiedervereinigung. In: Theorieorgan Einheit, Nr. 2/1961.
- Die große Perspektive der Menschheit: der Kommunismus. In: Wolfgang Eichhorn, Günther Heyden, Alfred Kosing (Hrsg.), Hermann Scheler: Wissenschaftliche Weltanschauung. Teil 2: Historischer Materialismus, Heft 7, Berlin 1961.[17]
- Die Verantwortung der Gesellschaftswissenschaftler im Kampf um die Erhaltung des Friedens. Mit Anderen in: Soziologie und Gesellschaft. Beiträge zum IV. Weltkongress für Soziologie, Dietz Verlag, Berlin 1960.
- Die Bedeutung von Lenins Werk „Materialismus und Empiriokritizismus“ im Kampf gegen idealistische Entstellungen der materialistischen Geschichtsauffassung. In: DZfPh Heft 1/1959.
- Philosophische Probleme des Übergangs vom Kapitalismus zum Kommunismus. VEB Deutscher Verlag der Wissenschaften, Berlin 1959.
- Die Stellung des Marxismus-Leninismus zur Religion. Dietz, Berlin 1957 und 1958.
- Der Marxismus über den imperialistischen Krieg in unserer Epoche. Dietz, Berlin 1957.
- Der Marxismus-Leninismus über Religion und Kirche. Deutsche Nationalbibliothek, Leipzig 1956.
- Die leninistische Methode und ihre Bedeutung für unsere Partei. In: Theorieorgan Einheit, Nr. 6/1949.
- Der Kampf der philosophischen Kompromissler gegen Lenin und den Leninismus. In: Organ der Internationalen Freidenker-Union Der Atheist, Nr. 11, Prag 1. November 1931.